# Senegal ai XX Giochi olimpici invernali
Il Senegal ha partecipato ai XX Giochi olimpici invernali di Torino, che si sono svolti dal 10 al 26 febbraio 2006, con una delegazione formata da un solo atleta.

## Sci alpino
| Gara    | Atleta     | 1° manche  | 2° manche | Tempo totale | Posizione |
| ------- | ---------- | ---------- | --------- | ------------ | --------- |
| Slalom  | Leyti Seck | non finito |           |              |           |
| Gigante | Leyti Seck | non finito |           |              |           |
| Super-G | Leyti Seck | 1'42"87    | 1'42"87   | 1'42"87      | 55        |